# 南北中断路线
南北中断路线是指在1945年日本投降后，贯穿朝鲜半岛南北的铁路因大韩民国和朝鲜民主主义人民共和国分別建國，以及朝鲜战争爆發而彻底中断的路线。

## 分断路线
- 京义线（中断前为首尔——新义州）
  -  ：京义线：首尔——都罗山
  -  ：平釜线：平壤——板门；平义线：平壤——新义州
- 京元线（分断前为龙山——元山）
  -  ：京元线：龙山——白馬高地
  -  ：江原线：佳谷——元山
- 东海北部线（分断前为安边——襄阳）
  -  ：东海北部线：猪津（事实废线）
  -  ：金刚山青年线：安边——鉴湖
- 金刚山线（已于1950年废弃，目前无复建计划）

## 重新連結
2000年代，经过韩国和朝鲜双方的共同努力，京义线和东海北部线已连结，且京元线也有重新动工迹象。不过由于朝鲜半岛局势不稳定，导致已连结的路线经常处于运营停止状态，使得连结计划增加了变数，迄今無定期班次客運列車行駛於已連結的路線。

## 完全切斷
2024年1月，北韓最高領導人金正恩在北韓勞動黨中央委員會全體會議上，將南韓界定為「敵對交戰國」，表示應將鐵路京義線北韓段完全破壞至不可恢復的水準，以隔絕兩韓邊境地區一切聯繫條件，並分階段嚴格實施。
2024年10月9日，朝鮮人民軍總參謀部發佈「永久性切斷與封鎖朝鮮第一敵對國與不變主敵大韓民國連結的公路與鐵路」的報導，報導聲稱北韓的敵對勢力不停攪動朝鮮半島局勢，致使事態逐步升級已然臨近戰爭邊緣。同時南韓總統尹錫悅在南韓國軍日演講當中的「北韓若發動戰爭則面臨政權終結」內容，也被朝鮮人民軍視爲釋放北韓接壤南韓的地帶隨時會兵臨城下的訊號。因此，朝鮮人民軍選擇先手切斷並封鎖北韓與南韓原先連結的所有公路與鐵路達成「維護朝鮮安全與遏制戰爭爆發」的目的，並增加北韓邊境修築防禦工事的力度。基於原先由於南北雙方溝通不暢致使殞命事件的經驗，朝鮮人民軍在行動之前已於2024年10月9日上午9點45分向美軍去電通報情況。
韓聯社研判朝鮮人民軍發佈此報導之後，會緊鑼密鼓開展軍事分界綫北部分地區的施工工作，主要的施工目標是將鐵路東海綫和京義綫完全切斷。東海綫和京義綫原先都是貫穿整個朝鮮半島的鐵路綫，北韓作出如是行爲是爲直觀展現當下南北韓分治的狀況。北韓事實上在金正恩宣佈放棄統一之後，就已經在著手開展切斷原先連結兩韓之間的交通綫路，在公路方面，自2024年開始，1月北韓於公路東海綫和京義綫佈設地雷；4月時北韓已經開始拆除沿路的路燈；到7月時北韓動用人力資源在鋪設路障並埋設地雷建造荒地；在鐵路方面，北韓在2024年6至7月之間已然開展拆除工作，故朝鮮人民軍於2024年10月9日發佈的報導或只是北韓衆多樹敵行動當中的一環。韓聯社亦引述統一院研究院洪珉的觀點，指出北韓此舉旨在從官方層面證實北韓已然開展軍事分界綫的加礙工作，並在逐步落實金正恩主張北韓領土與臨海範圍的方針。